# 贝勒河畔瑟孔迪涅
贝勒河畔瑟孔迪涅（法語：Secondigné-sur-Belle，法語發音：[səɡɔ̃diɲe syʁ bɛl]）是法国德塞夫勒省的一个市镇，属于尼奥尔区。

## 地理
贝勒河畔瑟孔迪涅（46°9'48"N, 0°17'55"W）面积24.39 平方千米，位于法国新阿基坦大区德塞夫勒省，该省份为法国西部内陆省份，北起曼恩-卢瓦尔省，西接旺代省，南至夏朗德省和滨海夏朗德省，东临维埃纳省。
与贝勒河畔瑟孔迪涅接壤的市镇（或旧市镇、城区）包括：布吕兰、希泽、莱福斯、佩里涅、塞利涅、布托讷河畔韦尔努。

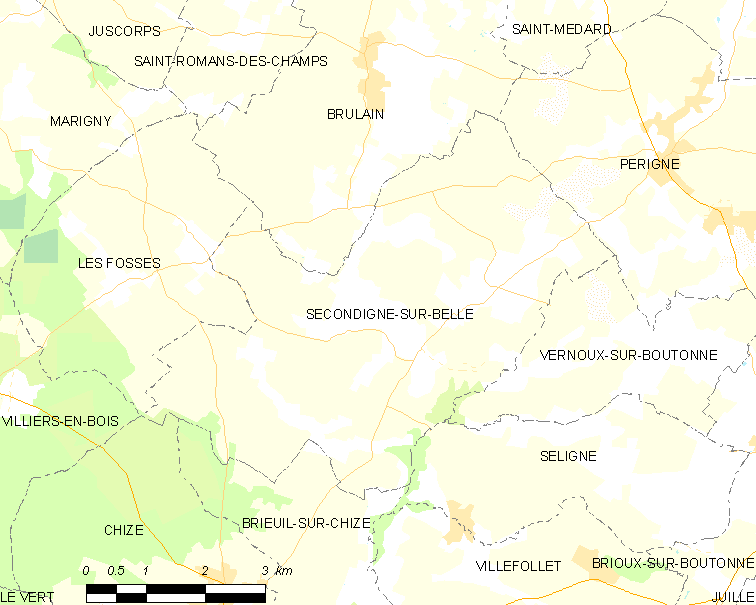
贝勒河畔瑟孔迪涅的OSM定位图

贝勒河畔瑟孔迪涅的时区为UTC+01:00、UTC+02:00（夏令时）。

## 行政
贝勒河畔瑟孔迪涅的邮政编码为79170，INSEE市镇编码为79310。

## 政治
贝勒河畔瑟孔迪涅所属的省级选区为米尼翁-布托讷县。

## 人口

1962-2008年间贝勒河畔瑟孔迪涅人口变化图示

贝勒河畔瑟孔迪涅于2022年1月1日时的人口数量为487人。